# Goux-sous-Landet
 Goux-sous-Landet  es una población y comuna francesa, en la región de Franco Condado, departamento de Doubs, en el distrito de Besançon y cantón de Quingey.

## Demografía
| 64 | 55 | 54 | 53 | 56 | 42 |
| Para los censos de 1962 a 1999 la población legal corresponde a la población sin duplicidades (Fuente: INSEE [Consultar]) |    |    |    |    |    |